# Porphyrinia convergens
Porphyrinia convergens är en fjärilsart som beskrevs av Walker 1869. Porphyrinia convergens ingår i släktet Porphyrinia och familjen nattflyn. Inga underarter finns listade i Catalogue of Life.